# Комаска
Комаска (рум. Comasca) — село у повіті Джурджу в Румунії. Входить до складу комуни Ойнаку.
Село розташоване на відстані 54 км на південь від Бухареста, 8 км на північний схід від Джурджу.